# Ostrau (Saxe)
Pour les articles homonymes, voir Ostrau.
Ostrau est une commune de Saxe (Allemagne), située dans l'arrondissement de Saxe centrale, dans le district de Chemnitz.

## Municipalité
Ostrau se compose des villages suivants: Auerschütz, Beutig, Binnewitz, Clanzschwitz, Delmschütz, Döhlen, Gaschütz, Jahna, Kattnitz, Kiebitz, Merschütz, Münchhof, Niederlützschera, Noschkowitz, Oberlützschera, Ostrau, Pulsitz, Rittmitz, Schlagwitz, Schmorren, Schrebitz, Sömnitz, Töllschütz, Trebanitz, Wutzschwitz, et Zschochau.

## Personnalités liées à la ville
- Conrad Schumann (1942-1998), soldat né à Zschochau.